# Cyclops (Diacyclops) gauthieri
Cyclops (Diacyclops) gauthieri is een eenoogkreeftjessoort uit de familie van de Cyclopidae. De wetenschappelijke naam van de soort is voor het eerst geldig gepubliceerd in 1962 door Green.